# Kraljeva Velika
Kraljeva Velika je naselje u Republici Hrvatskoj, u sastavu Općine Lipovljani, Sisačko-moslavačka županija. 

## Povijest
Kraljeva Velika je u srednjem vijeku bila sjedište vlastelinskog posjeda koji je pripadao nekom Velikoviću, a potom ivanovcima vranskog priorata, Žigmund Luksemburški, Ivan Morović, Ladislav od Egervara, Kanižaji, Berislavići Grabarski, Banići, Frankopani, Nadasdy, Svetački i dr.  U 14. stoljeću se ondje nalazila iznimno važna utvrda.
Hrvatski ban Krsto Frankopan 1527. je godine upravo iz Kraljeve Velike sazvao križevački sabor.

## Stanovništvo
Prema popisu stanovništva iz 2001. godine, naselje je imalo 527 stanovnika te 172 obiteljskih kućanstava.
| broj stanovnika | 770   | 728   | 626   | 680   | 698   | 785   | 660   | 737   | 677   | 788   | 745   | 649   | 605   | 575   | 527   | 471   | 338   |
|                 | 1857. | 1869. | 1880. | 1890. | 1900. | 1910. | 1921. | 1931. | 1948. | 1953. | 1961. | 1971. | 1981. | 1991. | 2001. | 2011. | 2021. |

## Poznate osobe
- Ana Ganza, hrvatska domovinska i iseljenička književnica, iseljenička djelatnica
- Blaž Antun Kovačević, general bojnik u Habsburškoj Monarhiji (1738. – 1794.)
- Ivan Kovačević, general bojnik u Habsburškoj Monarhiji (1744. – 1799.)